# خوسيه ماريا ليناريس
خوسيه ماريا ليناريس (بالإسبانية: José María Linares) (و. 1808 – 1861 م) هو جندي من بوليفيا .
تولى منصب رئيس بوليفيا .